# Har Ziv
Har Ziv (hebrejsky:הר זיו) je hora o nadmořské výšce 569 metrů v severním Izraeli, v Horní Galileji.
Má podobu ploché odlesněné planiny, situované cca 1 kilometr severně od města Mi'ilja a 1 kilometr východně od vesnice Micpe Hila. Zatímco na jižní straně je zarovnaný terén, mírně se svažující k městu Ma'alot-Taršicha, na straně severní terén prudce spadá do zalesněného kaňonu vádí Nachal Kaziv. Nachází se tu turistická vyhlídka. Výškový rozdíl mezi dnem údolí Nachal Kaziv a vrcholem hory přesahuje 250 metrů. Na protější straně je údolí sevřeno obdobnými útesy vrcholícími horou Har ha-Glili.